# اورئا

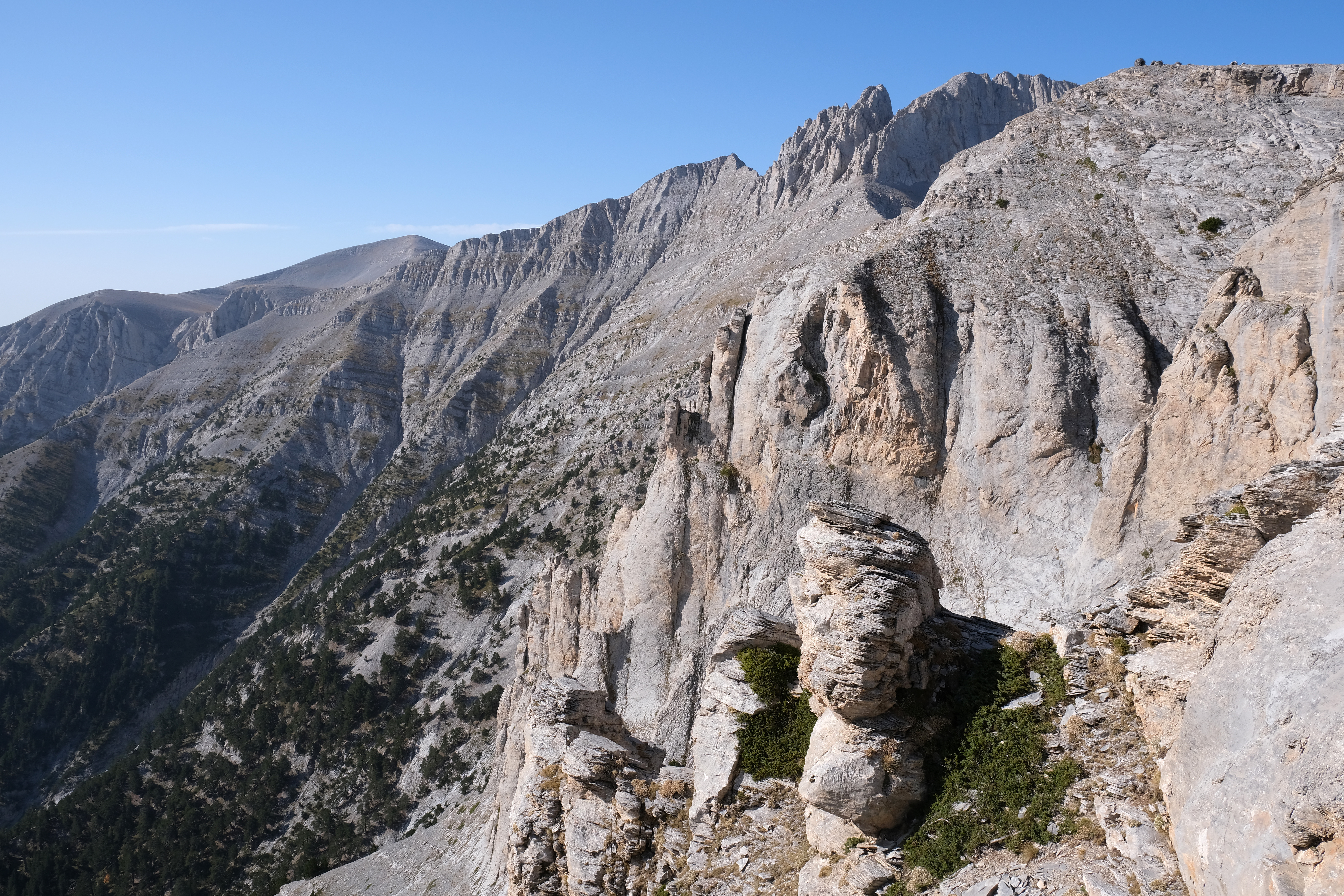
اورئا به معنای کوه ها در اساطیر یونان باستان به فرزندان بکرزایی گایا گفته می شود

اورئا (به انگلیسی: Ourea؛ به یونانی باستان: Οὔρεα؛ جمع «کوه‌ها»)، در اساطیر یونانی، فرزندان بکرزایی گایا (زمین) بودند که در کنار اورانوس (آسمان) و پونتوس (دریا) به‌وجود آمدند. به گفته هزیود:
و [گایا] از الهه نیمف‌ها که در میان تپه‌ها زندگی می‌کند، کوه‌های بلند [اورئا]، اقامتگاه‌های برازنده را پدیدآورد.
οὖρος در فرهنگ لغت یونانی-انگلیسی (میدل لیدل) «کوه، تپه، قاطر، نگهبان» معنی شده‌است.